# HD 83446
HD 83446, eller M Velorum, är en förmodad astrometrisk dubbelstjärna belägen i den mellersta delen av stjärnbilden Seglet och som också har Bayer-beteckningen M Velorum. Den har en kombinerad skenbar magnitud av ca 4,34 och är svagt synlig för blotta ögat där ljusföroreningar ej förekommer. Baserat på parallax enligt Gaia Data Release 2 på ca 30,5 mas, beräknas den befinna sig på ett avstånd på ca 107 ljusår (ca 33 parsek) från solen. Den rör sig bort från solen med en heliocentrisk radialhastighet på ca 18 km/s.

## Egenskaper
Primärstjärnan HD 83446 A är en blå till vit stjärna i huvudserien av spektralklass A7 V. Den har en massa som är ca 1,8 solmassor, en radie som är ca 2,2 solradier och har ca 16 gånger solens utstrålning av energi från dess fotosfär vid en effektiv temperatur av ca 8 300 K.
Observationer med miniatyrsatelliterna i BRITE-konstellationen ledde till att HD 83446 identifierades som en Delta Scuti-variabel med pulseringsperioder på 31,0806 och 34,2098 dygn. Den har en snabb rotation med en projicerad rotationshastighet på 155 km/s, vilket ger stjärnan en något tillplattad form med en ekvatorialradie som är 6 procent större än polarradien.